# Geógrafos griegos menores
Se designa usualmente con el nombre de Geógrafos griegos menores (Geographi Graeci Minores) a los geógrafos griegos que no han hecho más que periplos o monografías, de los cuales no nos quedan sino fragmentos poco extensos; tales son: Hannon de Cartago, Escílax de Carianda, Isidoro de Cárax, Artemidoro, Agatemero, Arriano, Marciano de Heraclea, etc. La colección de sus obras ha sido publicada por David Hoeschel (Augsburgo 1600, en 8ª); J. Gronovio, (Leida 1697, en 4ª); J. Hudson (1698-1712, 4 tomos en 8ª); Mr. Gail emprendió una nueva edición que no llegó a concluirse; en 1839, Mr. Millar añadió a ellas un suplemento (París).
Se llama por oposición grandes geógrafos a Estrabón, Pausanias, Ptolomeo y Esteban de Bizancio.
Tal es la definición en el Volumen 3 del Diccionario universal de Historia y de Geografía, que data de 1853. El concepto general no ha variado hasta el momento.

## «Geographi Graeci Minores» de Karl Müller
La obra más importante, que ha compilado textos de 26 autores griegos y bizantinos, traducidos al latín y con una rigurosa crítica textual, es la de Karl Müller (Carolus Mullerus): «Geographi Graeci Minores».
El prefacio lo escribió Müller en abril de 1853 (p. I a VII).
En el prolegómeno (p. IX a CXXXVII), describe los códices, sus estema y las fuentes de cada uno de los escritos traducidos.
Luego viene una sección “Addenda et corrigenda” (Agregados y correcciones) (p. CXXXVII a CXLV).
Las tres secciones mencionadas están escritas por Müller en latín.
A partir de allí, cuando el original está en griego, comienza la traducción a dos columnas, a la izquierda la trascripción del original griego, y a la derecha la traducción al latín.
Los autores cuyos escritos han sido transcriptos por Müller son los siguientes:
| Título                                | Traducción                                  | Autor                 |
| Hannonis Carthaginienses Periplos     | Periplo de Hannón de Cartago                | Hannón de Cartago     |
| Scylacis, ut Fertur, Periplos         | Periplo atribuido a Scílax                  | Escílax de Carianda   |
| Dicearchi, ut Fertur, Periegesis      | Periégesis atribuida a Dicearco             | Dicearco de Mesina    |
| Agatharchidis de Mari Erythraeo Libri | Libro del Mar de Eritreo de Agatárquidas    | Agatárquidas          |
| Scymni Chii, ut Fertur, Periegesis    | Periégesis atribuida a Escimno de Quíos     | Escimno de Quíos      |
| Dionysh Calliphontis F. Periegesis    | Periégesis de Dionisio, hijo de Califonte   | Dionisio de Califonte |
| Isidori Characeni Mansiones Parthicae | "Etapas Párticas" de Isidoro de Cárax       | Isidoro de Cárax      |
| Anonymi Periplus Maris Erithreaei     | Periplo anónimo del Mar Eritreo             | Anónimo               |
| Arriani Indica et Ponti Periplus      | Índica y Periplo del Ponto de Arriano       | Flavio Arriano        |
| Anonymi Periplus Ponti Euxini         | Periplo anónimo del Ponto Euxino            | Anónimo               |
| Anonymi Stadiasmus Maris Magni        | Estadiasmo o Periplo anónimo del Mar Grande | Anónimo               |
| Marciani Heracleencis Peripli         | Periplo de Marciano de Heraclea             | Marciano de Heraclea  |
| ------------------------------------- | ------------------------------------------- | --------------------- |

576 páginas
| Título                           | Traducción                                 | Autor                   |
| Dionysii Anaplus Bospori         | Viaje remontando el Bósforo, de Dionisio   | Dionisio de Bizancio    |
| Dionysii Periegesis              | Periégesis de Dionisio                     | Dionisio Periegeta      |
| Avieni Paraphrasis               | Paráfrasis de Avieno                       | Rufo Festo Avieno       |
| Prisciani Paraphrasis            | Paráfrasis de Prisciano                    | Priscianus Caesariensis |
| Eustathii Commentarii            | Comentarios de Eustacio                    | Eustacio de Tesalónica  |
| Anonymi Paraphrasis              | Paráfrasis de autor anónimo                | Anónimo                 |
| Scholia in Dionyssium            | Escolios en Dionisio                       | Dionisio Periegeta      |
| Nicephori Geographia             | Geografía de Nicéforo                      | Nicéforo Grégoras       |
| Agathemeri Geographia            | Geografía de Agatemero                     | Agatemero               |
| Anonymi Geographia               | Geografía anónima (1)                      | Anónimo                 |
| Anonymi Geographia               | Geografía anónima (2)                      | Anónimo                 |
| Anonymi Orbis Descriptio         | Descripción del mundo anónima              | Anónimo                 |
| Chrestomathia Straboniana        | Crestomatías de Estrabón                   | Estrabón                |
| Pseudoplutarchi Liber de Fluvius | Libro “Sobre los ríos” del Pseudo-Plutarco | Pseudo-Plutarco         |
| -------------------------------- | ------------------------------------------ | ----------------------- |

667 páginas
Hay una 2ª y 3ª reimpresión: G. Olms, 1965 y 1990.

Graham Shipley hace notar que ha habido unas pocas traducciones parciales al inglés (u otros idiomas) de algunas partes específicas de la obra de Müller, encontrándose éstos dispersos y siendo difíciles de obtener. Indica que hay pocos lectores de griego que estén satisfechos con la traducción de Müller al latín. Por otra parte sostiene que el adjetivo “minores”, para el título, ha sido desafortunado. Destaca la obra editada en 2000 « Barrington Atlas of the Greek and Roman World» y otras que se encuentran en elaboración, como el quinto volumen de “Fragmentos de los historiadores griegos”.

## Opiniones de estudiosos acerca de las fuentes
- Shipley, Graham. «Re-presenting the Minor Greek Geographers» (en inglés). American Philological Association. Consultado el 17 de febrero de 2010. «El autor reclama una iniciativa internacional para se traduzca al inglés, con comentarios concisos, la obra de Karl Müller "Geographi Graeci Minores" (Paris: Firmin-Didot, 1855-1861)».
- Varios autores. «Hanno and Pitheas, Hippocrates, Pseudo-Scylax, Stadiasmus Maris Magni» (en inglés). American Philological Association. Consultado el 17 de febrero de 2010. «Observaciones de varios autores sobre las fuentes de periplos y obras geográficas.»